# 維奧拉·戴斯蒙德
維奧拉‧戴斯蒙德（英語：Viola Irene Desmond，1914年7月6日—1965年2月7日）是一位加拿大新斯科舍省的非裔加拿大商人。戴斯蒙德於1946年在新斯科舍省的新格拉斯科鎮反抗鎮內私人戲院的種族隔離規定，在加國的種族歧視社會運動歷史中扮演重要的啟蒙者，被譽為加拿大的羅莎·帕克斯。

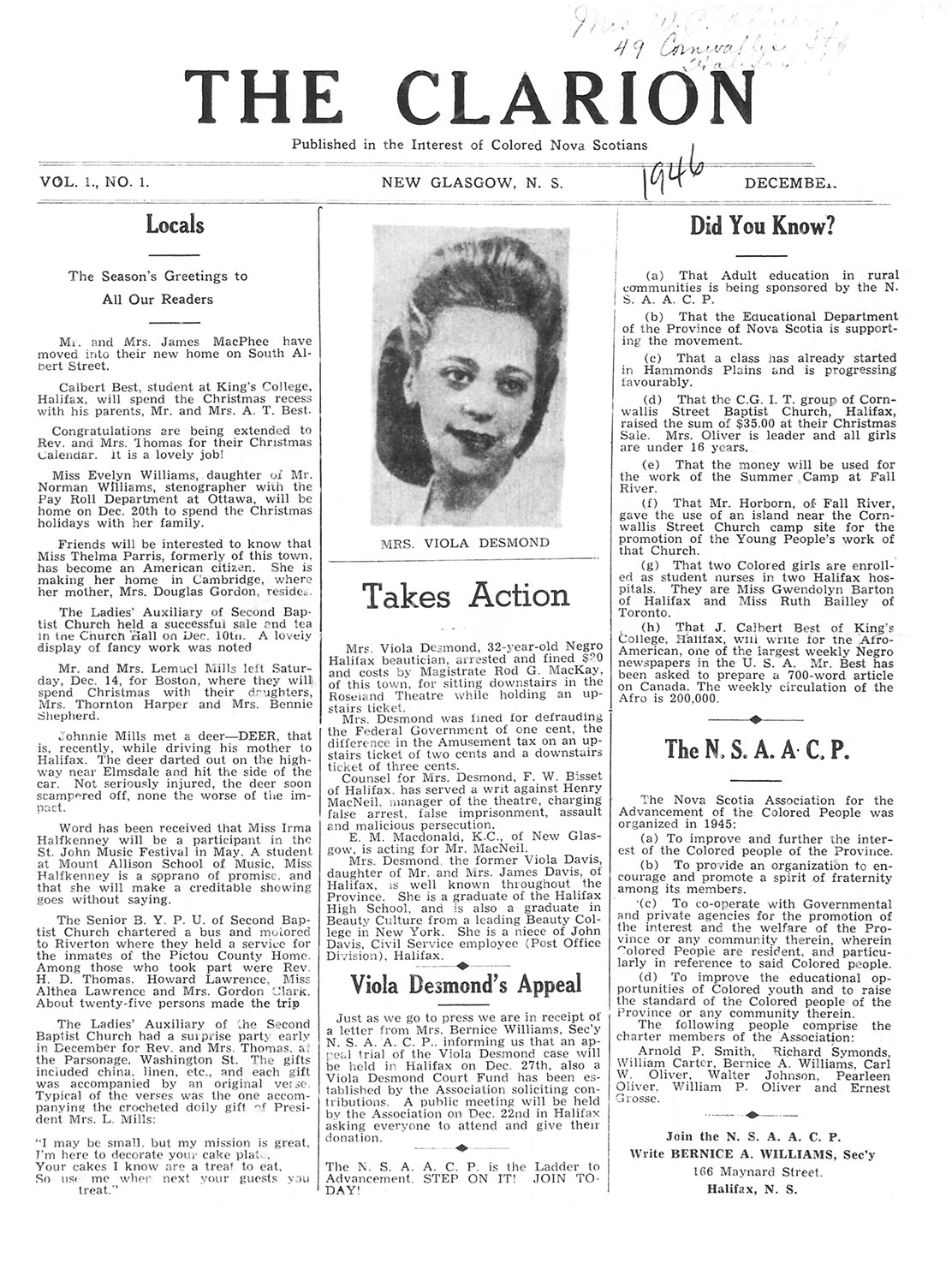
地方報紙刊登戴斯蒙德的提告一案

有別於帕克斯的案例，戴斯蒙德的戲院爭議一案並非針對任何如吉姆·克勞法（美國的種族隔離制度）的省級法律，戴斯蒙德在這件案子中事實上被加以逃稅罪名，因為她所選擇入座的中場區域（白人區）相對較二樓側方座位（有色人種指定區）加稅後高價一分加幣。儘管戴斯蒙德之後向戲院提出告訴，強調其種族歧視有違少數種族的基本權益，法院最終依舊判定戴斯蒙德的逃稅罪名，並不承認戲院一方需承擔任何與歧視相關的罰則。此案雖在當時獲得社會運動家關注，但並無立即成效，新斯科舍省至1954年才明文禁止任何場所施行種族隔離規定。
2010年，新斯科舍省政府特赦戴斯蒙德的罪名，對當年的法院裁定正式道歉，並讚揚其為加拿大少數種族發聲的努力 。2018年，加拿大政府正式將戴斯蒙德選為新版十元加幣紙鈔代表人物，成為加國目前流通貨幣中第一位非裔(且非皇家成員)的女性人物。2018年7月6日，Google涂鸦纪念其104岁生日。